# Sennori
Sennori település Olaszországban, Szardínia régióban, Sassari megyében. Lakosainak száma 6857 fő (2023. január 1.). Sennori Sassari, Sorso, Tergu és Osilo községekkel határos.

## Népesség
A település lakossága az elmúlt években az alábbi módon változott:
| Lakosok száma | 7266 | 7190 | 6857 |
|               | 2017 | 2018 | 2023 |